# Business Source License
Business Source License (identyfikator SPDX: BUSL  ) to licencja oprogramowania, dzięki której można publikować kod źródłowy, ale ogranicza ona prawo do korzystania z oprogramowania do określonych klas użytkowników. BUSL nie jest licencją typu open source , lecz licencją udostępniającą kod źródłowy i także nakłada obowiązek potencjalnego przejścia na licencję typu open source. Licencja jest uznawana za kompromis pomiędzy tradycyjnymi licencjami własnościowymi a oprogramowaniem typu open source. 
BUSL został stworzony przez MariaDB Corporation AB i jest używana w produkcie MaxScale. BUSL nie jest używana w bazie danych MariaDB. 

## Adopcja
Odchodzenie niektórych projektów od licencjonowania typu open source budzi kontrowersje w społeczności open source. W październiku 2023 r. Fundacja Linux zajęła się tą kwestią w artykule, w którym uznała licencję Business Source License za definiujące zagrożenie dla oprogramowania typu open source 

### HashiCorp
W sierpniu 2023 r. firma HashiCorp ogłosiła, że przenosi wszystkie swoje dotychczasowe produkty typu open source na licencję Business Source License 1.1
Przeniesienie projektu Terraform na licencję Business Source License zapoczątkowało powstanie forka OpenTofu. OpenTofu opisuje licencję Business Source jako „niejednoznaczną” i „trudną dla firm, dostawców i deweloperów korzystających z projektu Terraform, którzy muszą zdecydować, czy ich działania można zinterpretować jako wykraczające poza dozwolony zakres użytkowania”. 

### Inne projekty
Do innych znanych projektów, które przeszły z licencji open source na licencję BUSL, należą CockroachDB i SurrealDB .